# Paul Haustein
Paul Haustein (* 17. Mai 1880 in Chemnitz; † 6. September 1944 in Stuttgart) war ein deutscher Goldschmied, Buchgestalter, Kunsthandwerker, Medailleur und Hochschullehrer.

## Ausbildung und beruflicher Werdegang
In Dresden und München besuchte er die Kunstgewerbeschule. An der Königlichen Kunstakademie in München war er Schüler bei Johann Caspar Herterich.

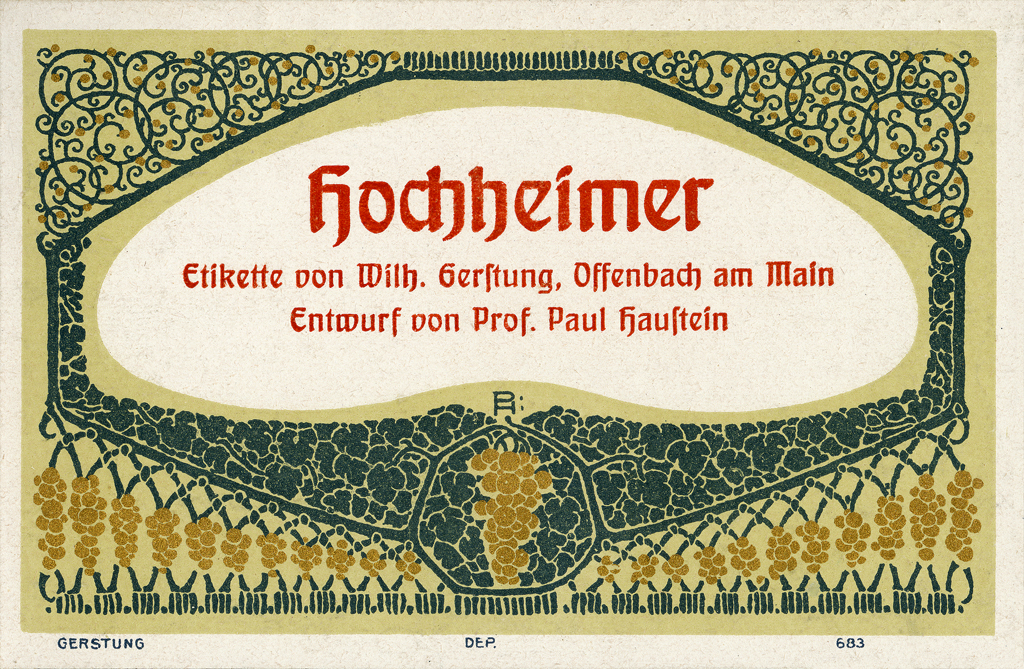
Für Wilhelm Gerstung entworfenes Weinetikett mit dem Monogramm Paul Hausteins „PH“

1901 gelang es Theodor von Kramer, dem Direktor des Bayrischen Gewerbemuseums, Paul Haustein sowie auch Peter Behrens und Richard Riemerschmid, für die jährlich stattfindenden kunstgewerblichen Meisterkurse zu gewinnen. Er beteiligte sich an den Vereinigten Werkstätten für Kunst im Handwerk. 1904 wurde Paul Haustein Mitglied der Darmstädter Künstlerkolonie. 1905–1907 war er Hilfslehrer für das Metallfach an der Königlichen kunstgewerblichen Lehr- und Versuchswerkstätte in Stuttgart, die später in Königliche Kunstgewerbeschule und 1918 in Staatl. Württembergische Kunstgewerbeschule umbenannt wird. 1907 bis 1944 lehrte er dort als Professor für Metallkunst, 1938 bis 1940 war Haustein vertretungsweise Direktor der Württembergischen Staatlichen Kunstgewerbeschule.
Seine bekannteste Schülerin und zeitweilig auch Mitarbeiterin an der Stuttgarter Kunstgewerbeschule war die im Holocaust ermordete Gold- und Silberschmiedin Paula Straus.
Er war verheiratet mit der Konzertpianistin Johanna Haustein.